# Daniel Stampe
Daniel Stampe, né le 27 juillet 1996 à Gentofte,, est un coureur cycliste danois.

## Biographie
Daniel Stampe est originaire de Gentofte, une localité située à l'est du Danemark. Durant sa jeunesse, il joue d'abord au badminton avant de passer au vélo. Il commence sa carrière cycliste en 2014 sous les couleurs d'un club de Frederiksberg, vers l'âge de dix-huit ans. En parallèle des compétitions, il suit des études dans le domaine de l'éducation physique. Son lieu de résidence habituel se situe à Valby.
En 2021, il se distingue sur le circuit danois en obtenant plusieurs victoires et diverses places d'honneur. Après ses performances, il intègre l'équipe continentale Restaurant Suri-Carl Ras en 2022. Il vit cependant une saison blanche en raison d'une blessure à la hanche, qui le contraint à une longue rééducation
Finalement rétabli, il retrouve de bonnes sensations en 2023. Au mois de septembre, il s'impose sur une étape du Tour d'Istanbul. Il s'agit de son premier succès acquis sur une course inscrite au calendrier de l'UCI. La même année, il termine septième du Lillehammer GP, ou encore huitième de l'Arno Wallaard Memorial. 

## Palmarès et résultats

### Palmarès par année
- 2023
  - 2e étape du Tour d'Istanbul
- 2024
  - 3e étape du Tour de Lituanie
  - Hadsten Gadeløb
  - 2e du Grand Prix Herning
- 2025
  - Fyen Rundt

### Classements mondiaux
| Année                                 | 2021  | 2022 | 2023  | 2024 |
| ------------------------------------- | ----- | ---- | ----- | ---- |
| Classement mondial                    | 2123e | nc   | 1930e | 624e |
| UCI Europe Tour                       | 1441e | nc   | 1223e | nc   |
|                                       |       |      |       |      |
| Légende : nc = non classéSource : UCI |       |      |       |      |